# Jerome Bruner
Jerome Seymour Bruner (New York, 1º ottobre 1915 – New York, 5 giugno 2016) è stato uno psicologo statunitense che ha dato notevoli contributi allo sviluppo della psicologia cognitiva, della psicologia culturale e della psicologia dell'educazione.

## Biografia
Nato a New York da genitori polacchi di origine ebraica, studiò prima alla Duke University, dove conseguì il BA nel 1937, poi all'Università di Harvard, dove prese il Ph.D. in psicologia nel 1941. Durante la seconda guerra mondiale si occupò di propaganda e opinione pubblica. Lavorò a stretto contatto con Hadley Cantril. Divenuto in pochi anni uno dei ricercatori statunitensi più importanti in ambito psicologico, nel 1952 diede il via al "progetto cognizione", un percorso di ricerca che contribuì a rinnovare profondamente la psicologia accademica americana. Portato alla ribalta dal "progetto cognizione'"nel 1956 Bruner raggiunse l'Europa e conobbe il grande psicologo svizzero Jean Piaget. Durante il suo soggiorno europeo, inoltre, venne a conoscenza dell'opera di Lev Vygotskij. Tornato ad Harvard, nel 1960 Bruner istituì il Centro di studi cognitivi, sancendo definitivamente l'affermazione scientifica del "cognitivismo" rispetto al "comportamentismo" allora predominante.
Sempre nel 1960, Bruner s'impegnò in nuovi ambiti di ricerca psicopedagogici. Le sue ricerche in questo campo avevano un'origine sociale. Il lancio del primo Sputnik sovietico, avvenuto in quegli anni, aveva evidenziato un ritardo tecnologico degli Stati Uniti rispetto ai rivali dell'Unione Sovietica e questo aveva portato la società americana a riflettere sull'effettiva funzionalità del sistema scolastico statunitense, ancora fondato sul modello attivista di John Dewey. Così nel 1959, l'Accademia Nazionale delle Scienze si riunì a Woods Hole e la conferenza fu presieduta proprio da Jerome Bruner. Esito della conferenza fu l'uscita nel 1960 del rapporto di revisione del sistema scolastico con il titolo The process of education. La nuova proposta psicopedagogica contenuta nel rapporto fece presto il giro del mondo e nel decennio che seguì Bruner continuò ad approfondire la sua ricerca pedagogica nel filone della psicologia cognitiva.
Nel 1972 Bruner si trasferì alla Oxford University, dove approfondì gli studi precedenti. Ad Oxford ha sviluppato le sue intuizioni sulla relazione tra cultura, mente e linguaggio, producendo risvolti originali come il concetto di negoziazione e la sua psicologia culturale. Nel 1981 ottenne dall'American Psychological Association il premio E. L. Thorndike per i suoi lavori in materia di psicologia dell'educazione. Nel 1983 è uscita una sua autobiografia intitolata In search of mind: essay in autobiography. Nel 1987 gli è stato attribuito il Premio Balzan per la psicologia umana "per aver abbracciato nelle sue ricerche tutti i principali problemi della psicologia umana, su ciascuno portando un contributo originale non solo valido teoricamente, ma altresì atto a trovare applicazione nello sviluppo delle facoltà psichiche dell'uomo" (motivazione del Comitato Generale Premi Balzan).

## La ricerca psicologica

### Contesto culturale
La psicologia cognitivista di Bruner è fortemente innovativa nell'ambiente accademico americano. Quando Bruner aveva da poco iniziato la propria attività, la ricerca psicologica americana era ancora centrata sul paradigma del comportamentismo, introdotto nel 1913 da John Watson. Il comportamentismo considerava la mente alla stregua della tabula rasa già proposta in ambito filosofico dall'empirismo. L'apprendimento dell'individuo veniva così ridotto ad un'azione passiva da parte dello stesso, indotto a comportarsi in un certo modo determinato dalla relazione stimolo-risposta, che aveva trovato grande successo negli esperimenti di laboratorio di un altro grande comportamentista: Burrhus Skinner (1904-1990).
Il comportamentismo era figlio della cultura filosofica intrinseca alle origini stesse degli Stati Uniti, ovvero al pragmatismo. Questo paradigma culturale era infatti legato alla necessità di un'intelligenza pratica e applicativa che i primi coloni del Nuovo Mondo dovettero utilizzare per sopravvivere in un ambiente avverso e sconosciuto.
Le fondamenta con cui il comportamentismo si era affermato nelle università americane, tuttavia, iniziarono a vacillare quando dal Vecchio continente arrivarono teorie psicologiche innovative. Negli anni trenta, infatti, Kurt Koffka e Wolfgang Köhler, esponenti di punta della psicologia della forma (psicologia della Gestalt), si trasferirono negli USA per sfuggire alle persecuzioni naziste. La psicologia della forma proponeva un'idea di individuo molto più dinamica di quella comportamentista. Non considerava affatto la mente umana come una tabula rasa che riceve passivamente gli stimoli sensoriali, ma presentava un modello di interazione tra schemi mentali intrinseci e percezioni estrinseche. Il soggetto percepiva così la "buona forma" dell'oggetto attraverso degli schemi mentali presenti sin dalla nascita, che organizzavano il materiale percepito in una forma determinata.
Questo paradigma psicologico beneficiava della tradizione filosofica tedesca, con particolare riferimento all'opera di Immanuel Kant (1724-1804) che, senza una verifica sperimentale, aveva già intuito l'idea di una mente che percepisce la realtà su schemi intrinseci, chiamati dal filosofo giudizi sintetici a priori.
Un'altra scossa alla teoria comportamentista fu data dal successo ottenuto in America dalla psicoanalisi di Freud. Sin dalla sua nascita la psicologia era rimasta legata al paradigma positivista del razionalismo. Pertanto la mente umana era stata studiata come un sistema razionale e organizzato. Né il comportamentismo, né la psicologia della forma si erano allontanati da questo concetto, infatti il primo proponeva il modello razionale causa-effetto, rappresentato dal binomio fondamentale stimolo-risposta, mentre la Gestalt proponeva schemi mentali intrinseci indipendenti da ogni emotività individuale, esclusivamente legati ad un'organizzazione razionale della mente-soggetto sul materiale percepito-oggetto.
La psicoanalisi invece, pur non essendo epistemologicamente considerabile come scienza, evidenziò l'aspetto irrazionale della personalità individuale. Freud aveva infatti teorizzato che il comportamento personale non fosse che "la punta dell'iceberg" di un esteso insieme di impulsi, ricordi, valori e molto altro ancora, schematizzato nelle categorie dell'Es (la parte irrazionale della mente, legata prevalentemente agli impulsi del piacere), del Super-io (la parte razionale della mente, legata ai valori e alle regole sociali apprese dall'individuo prevalentemente durante l'infanzia),
e dell'Io (che mantiene l'equilibrio tra Super-io ed Es).
La teoria psicoanalitica era fortemente influenzata dalla corrente filosofica dell'irrazionalismo, che già con le sue punte di diamante, Schopenhauer e Nietzsche, aveva messo in crisi le filosofie ottimiste e razionaliste di Hegel e Auguste Comte. Bruner fu uno dei primi a rendersi conto dell'importanza del messaggio che la psicoanalisi mandava al mondo psicologico, tanto che sarà il primo ad introdurre l'aspetto irrazionale dello studente come vera e propria strategia cognitiva nelle sue ricerche pedagogiche.
La reazione a questo proliferare di nuove teorie si manifestò unitariamente in un movimento psicologico denominato New look on perception ("Un nuovo sguardo alla percezione"), a cui lo stesso Bruner aveva contribuito. Il New look, unito al concetto innovativo di set cognitivo, pose le basi della psicologia cognitivista bruneriana e può essere considerato il tema centrale di tutte le sue ricerche future.

### Il set cognitivo
Quando Bruner si approccia allo studio del New look, il set cognitivo è ancora in fase di studio e la ricerca è contemporanea a quella dello psicologo di Harvard, pertanto lo stesso autore invita alla prudenza nella sua opera Beyond the Information Given, ma appare anche stimolato dall'argomento ancora poco chiaro e dunque pronto ad essere arricchito.
Il concetto di set cognitivo è centrato sul dinamismo della mente nell'atto di percepire e di conseguenza apprendere. La mente dinamica va in controtendenza a quella statica proposta dalla psicologia della Gestalt. Infatti, il set cognitivo sarebbe un meccanismo di percezione selettiva degli elementi della realtà, in continuo mutamento. La selezione è in effetti dovuta a strutture mentali intrinseche che già la Gestalt aveva proposto, ma queste strutture non sono semplici meccanismi innati e statici di organizzazione del percepito, ma mutevoli forme fortemente influenzate da esperienze passate, bisogni ed interessi sviluppati dall'individuo. L'individuo quindi percepisce il mondo a seconda di come le sue strutture mentali interne selezionano il materiale percepito e queste strutture sono in continua evoluzione e cambiamento, in funzione di nuovi accomodamenti ed apprendimenti di cui il soggetto fa esperienza.
Alla luce di queste argomentazioni Bruner mostra i limiti della teoria comportamentista. Il set cognitivo cambia radicalmente l'idea di mente che percepisce passivamente come un mero specchio della realtà, presentandola come una struttura attiva nella percezione dell'oggetto e che influenza fortemente il materiale percepito dal soggetto. Il processo cognitivo diventa così dinamico e interattivo con la realtà, ma anziché essere limitato ad una semplice sequenza di accomodamenti, com'era invece nel comportamentismo, è trasversale nell'utilizzare ogni proprietà della mente nel suo intero.
Un riferimento esplicativo può essere rintracciato nel pensiero del filosofo francese Jean-Paul Sartre, che proponeva un concetto di mente come faro che illumina la realtà e nullifica ciò che della realtà l'individuo non riesce a percepire. Il set cognitivo del New look può essere quindi inteso come un faro che fa luce nella realtà buia e permette di percepire ciò che è illuminato, questo faro è composto da tutte le conoscenze pregresse, le esperienze vissute, i valori, gli interessi, i bisogni e soprattutto la cultura del soggetto percipiente. Ciò che invece esce dal fascio di luce è nullificato dalla mente, pertanto non ha un valore cognitivo che possa generare un apprendimento o una semplice conoscenza.
Il concetto di set cognitivo avrà un grande impatto anche sulla psicopedagogia di Bruner, essendo un modello che risponde alla domanda promotrice della ricerca cognitivista: "come conosciamo il mondo?". Infatti le categorie mentali che formano le strutture del set rappresentano delle vere e proprie "strategie cognitive" attraverso le quali l'individuo conosce la realtà sulla base delle proprie motivazioni, che si ampliano in corrispondenza di uno spettro più ampio di bisogni e conoscenze pregresse, più in generale della cultura

### Studi sulla percezione

#### Fattori soggettivi della percezione
Per Bruner la percezione non è soltanto un processo fisiologico, ma assume sempre un significato in funzione della personalità del soggetto, dei suoi bisogni e dei suoi scopi. Bruner e la psicologa Goodman realizzarono nel 1947 un esperimento divenuto classico, in cui presentano dei dischi di cartone e delle monete di diverso valore a ragazzi appartenenti a classi sociali povere e abbienti. I ragazzi, dopo la presentazione di tali stimoli, hanno il compito di regolare la grandezza di un disco luminoso proiettato su uno schermo, fino a che non lo ritengono uguale ai dischi di cartone o alle monete. I bambini poveri stimano le monete più grandi delle loro reali dimensioni e tale sovrastima è maggiore se il valore della moneta è alto. In questo caso sono gli aspetti emotivi degli stimoli, ossia il senso che è a loro attribuito, che influenzano la percezione. Non solo il senso ma anche il significato dello stimolo, cioè ciò che oggettivamente rappresenta, influisce sul modo con cui esso viene percepito.

### Rappresentazione
La rappresentazione è un processo mentale che consiste nel ri-produrre nella mente le esperienze provenienti dall'ambiente esterno mediante la percezione e l'azione (interazione del soggetto con il mondo esterno).
Esistono tre modalità diverse di rappresentazione:
1. modalità di rappresentazione esecutiva: è la prima ad essere acquisita dal bambino e consiste nella capacità di elaborare solo informazioni pratiche, immagini concrete di cose e azioni.
2. modalità di rappresentazione iconica: permette di immaginare le cose indipendentemente dall'azione svolta con esse
3. modalità di rappresentazione simbolica: (dai 12 anni) rappresenta azioni e concetti mediante simboli.

Il manifestarsi delle tre diverse modalità di rappresentazione influenza il tipo di strategia che i ragazzi utilizzano per risolvere i problemi.

#### Il linguaggio verbale
Tutti i sistemi di rappresentazione sono importanti, la scuola dovrebbe condurre il bambino a comprendere i concetti espressi da codici simbolici come il linguaggio verbale.
Attraverso il linguaggio il bambino impara a costruire dei concetti astratti che raggruppano degli insiemi di unità simbolica ben precisi.
Il concetto indica un insieme di elementi che possiedono in comune una data proprietà.

#### Categorie
Il processo di categorizzazione della psicologia di Bruner è fondamentale. Il bambino costruisce la propria idea degli oggetti in base a categorie rappresentative.
Le categorie vengono applicate in modo immediato nei processi percettivi, ma consentono anche di compiere delle inferenze e di anticipare gli avvenimenti. L'uso delle categorie permette di organizzare la realtà in modo gerarchico utilizzando concetti via via più generali.

### Bruner e la pedagogia

#### Istruzione scolastica
Le discipline scolastiche (umanistiche, scientifiche e artistiche) sono costituite da un insieme di "proposizioni" o unità su determinati argomenti che fanno riferimento a strutture mentali che danno ordine e logica al sapere.
Un apprendimento di tipo strutturale favorisce il fenomeno del transfert positivo. In questo contesto il transfert indica un fenomeno cognitivo che si determina quando un'acquisizione di un'informazione precedente è in grado di influenzare quella successiva.

#### Apprendimento e sviluppo del linguaggio verbale
Il bambino è facilitato nell'apprendimento del linguaggio verbale dall'interazione con i soggetti adulti, specialmente con la madre e con le persone con cui entra quotidianamente in contatto.
Chomsky ipotizza un dispositivo innato per l'apprendimento del linguaggio, Bruner però ritiene che non sia sufficiente come spiegazione e ipotizza che devono realizzarsi delle modalità interattive che servono come base per apprendere la parola.
Tali modalità di interazione sono riassunte nel L.A.S.S. (Language Acquisition Support System).

### Psicologia culturale in Bruner
La psicologia culturale secondo Bruner non si basa sul pensiero scientifico tradizionale, non cerca di spiegare la realtà secondo il concetto causa-effetto. La psicologia culturale cerca invece di comprendere il significato che l'uomo dà ai propri sentimenti, alla propria esperienza di vita.
Il pensiero scientifico è un sistema descrittivo che ricorre alla categorizzazione e alla concettualizzazione, in tal senso cerca di andare oltre il particolare e conseguire un elevato grado di astrazione. La storia delle persone è ricondotta dal pensiero scientifico a elementi generali che influenzano il loro comportamento. Per esempio si studiano le correlazioni tra una data appartenenza culturale e l'intelligenza, oppure tra determinati aspetti del carattere e la composizione e le caratteristiche del nucleo familiare di provenienza.
Gli uomini però danno un senso alla propria storia individuale che va oltre tutto questo. Le vicende della vita si inquadrano in un progetto che trova le proprie radici in sentimenti e valori che si condividono con altri. Cercare di capire meglio se stessi aiuta a comprendere meglio gli altri nelle loro differenze.

#### Pensiero narrativo
Oltre al pensiero scientifico tradizionale Bruner individua un "pensiero narrativo" mediante il quale le persone, raccontando la propria storia danno un senso alla loro esperienza di vita.
Il desiderio di raccontarsi, o di sentire raccontata la propria storia si riscontra anche nella grande curiosità e interesse dei bambini di ascoltare racconti relativi alla loro vita e alle storie di famiglia.
Ogni individuo, secondo Jerome Bruner, sente il bisogno di definirsi come soggettività dotata di scopi e intenzionalità e ricostruisce gli avvenimenti della propria vita in modo tale che siano in linea con questa idea di sé. La narrazione risponderebbe al bisogno dell’individuo di ricostruire la realtà dandogli un significato specifico a livello temporale o culturale.
Bruner, punto di riferimento per gli studi sul pensiero narrativo, parla di due modalità cognitive complementari e diverse: la comprensione paradigmatica e la comprensione narrativa. La modalità paradigmatica della cognizione si basa sulla modalità narrativa, ma a differenza di quest’ultima ha come obiettivo la razionalizzazione del flusso dell’esperienza.
La modalità narrativa permette invece di affrontare una pluralità di ricostruzioni/rappresentazioni del mondo reale. Sono le narrazioni quindi che permettono acquisizioni di senso e di significato alle situazioni per sé e per gli altri.
Il pensiero narrativo è quindi la modalità cognitiva attraverso la quale le persone strutturano l’esperienza e gli scambi col mondo sociale.
Secondo Bruner le esperienze umane non rielaborate attraverso il pensiero narrativo non producono conoscenze funzionali che permettono di vivere in modo significativo nel contesto sociale e culturale.
Le narrazioni costituiscono una parte della vita dell’individuo che ricorda, si esprime e si manifesta nella lingua orale e scritta e diventano quindi mezzo per riflettere su se stesso, su ciò che si ha dentro e successivamente lo si descrive agli altri che ne traggono significato.
L’autore ha individuato e descritto alcune proprietà delle narrazioni che permettono di comprendere i processi e i contenuti del pensiero narrativo. Le caratteristiche prese in esame sono:
- sequenzialità gli eventi nelle narrazioni sono descritti secondo un processo temporale;
- particolarità o concretezza le narrazioni trattano soprattutto di avvenimenti e questioni specifiche riguardanti le persone, ma affrontano anche tematiche più generali;
- intenzionalità il personaggio delle narrazioni agisce sotto la spinta di obiettivi, mete ideali, opinioni, sentimenti, intenzioni; si risalta il possesso di stati mentali;
- opacità referenziale la rappresentazione contenuta nelle storie ha valore non in quanto direttamente connesso ad eventi o oggetti concretamente esistenti, ma proprio in quanto rappresentazione. Il valore della realtà esterna è sospeso;
- componibilità ermeneutica gli eventi che compongono una narrazione possono essere compresi unicamente in rapporto al più generale contesto dell’intera storia rappresentata. Il significato della narrazione è costruito attraverso processi interpretativi che permettono la comunicazione;
- violazione della canonicità ad un certo punto della narrazione i protagonisti vengono a trovarsi in situazioni di crisi. Si trovano così ad affrontare la sfida del cambiamento, della propria trasformazione;
- composizione Pentadica le narrazioni sono costituite da almeno cinque elementi basici che forniscono equilibrio: i personaggi, le azioni, gli scopi, le situazioni/contesti, gli strumenti/strategie;
- incertezza le narrazioni si svolgono secondo un livello di realtà incerto. Le narrazioni si snodano contemporaneamente sia sul piano dell’azione sia su quello della soggettività dei personaggi;
- appartenenza ad un genere ogni narrazione può essere riconosciuta come appartenente ad un genere.

In sintesi, il pensiero narrativo è un racconto di eventi con un contenuto costituito principalmente dalle azioni e dalle intenzioni.
Le azioni rientrano in una categoria dinamica, ciò che si narra si muove nello spazio e nel tempo, e le intenzioni delle storie si collegano ad un soggetto da cui dipendono le intenzioni intese come credenze e aspettative.

#### Il Sé narrativo in Bruner
Secondo Bruner il Sé è costruito attraverso le interazioni con il mondo, in quanto prodotto dagli scambi comunicativi. Il mondo che impariamo a conoscere, che sperimentiamo produce il Sé, ma anche il nostro Sé produce il mondo sperimentato; il Sé non è isolato e privato come a volte si può supporre bensì è anche un prodotto culturale, frutto delle interazioni in cui ci troviamo immersi. Esiste un sistema più profondo che lavora dentro di noi quando elaboriamo quelli che sono considerati indicatori di identità e di cui è anche creatore.
Tale sistema ha delle caratteristiche precise:
1. modificabilità innata: è un sistema di elaborazione che include dispositivi di azionamento sensoriale (occhi, voce, forme di movimento), concepibili come modelli iniziali che più avanti sviluppano categorie inclusive (attraverso apprendimento e ricostruzione linguistica);
2. miglioramento della mutualità intraspecifica: tale sistema ha come prima funzione quella di conservazione della specie; cioè l’adattamento culturale ha come regola che anche gli altri hanno un Sé simile al proprio, e quindi si possono condividere credenze, aspettative ecc.;
3. individuazione del sé: la seconda funzione è quella individuale, cioè la conoscenza del nostro sé per sentirsi delle individualità coerenti.
4. Esistono indicatori[9] che il sistema individua come segnalatori di individualità:

- indicatori di capacità di agire: atti di libera scelta, di azione consapevole;
- indicatori di impegno: atti che indicano coerenza su una linea di azione;
- indicatori di risorse: sia interne (pazienza, perspicacia...) che esterni (potere, legittimità sociale.);
- indicatori di riferimento sociale: gruppi reali o di riferimento costruiti cognitivamente, utilizzati per cercare legittimazione e valutazione dei proprio scopi;
- indicatori di valutazione: segnali sul tipo di valutazione che individualmente ocollettivamente si fanno su un determinato comportamento o linea d’azione o più in generale;
- indicatori di qualità: segnali di soggettività o identità (sentimenti, stati d’animo, entusiasmo noia ecc.);
- indicatori di riflessività: riguardano le attività di autoesame e costruzione del sé e autovalutazione;
- indicatori di coerenza: riferiti a ciò che appare come coerenza e integrità dei propri atti e rivelano la struttura interna di un concetto di sé più ampio;
- indicatori di posizione: indicano la posizione nel mondo, inteso come spazio, tempo e ordine sociale.

Bruner ritiene che questi indicatori includano le funzioni della fiaba postulati da Propp (1977) e quindi che si riconoscano come Sé quei resoconti, quelle interazioni che comprendano segnalatori di agenti, di impegno, di risorse, di valutazione ecc. (non è necessario, esattamente come nelle fiabe, che siano presenti tutte le funzioni). Senza questi segnali non riconosceremmo i resoconti come racconti autobiografici, poiché li considereremmo senza un vero Sé.

### Confronto tra Bruner, Piaget e Vygotskij
Bruner fece viaggi per l'Europa, grazie ai quali entrò in contatto con le teorie di Piaget e Vygotskij; di quest'ultimo favorì la pubblicazione in inglese dello scritto più famoso, Pensiero e Linguaggio, anche se nella versione trasmessa dalla psicologia sovietica che ne aveva alterato profondamente la stesura originale (cfr. Mecacci, 1990). Per studiare il progresso di conoscenza dell'individuo, Bruner aggiunge gli elementi oggettivi e culturali che sono legati al contesto in cui si svolgono le esperienze degli individui.
Dalle teorie di Vygotskij, Bruner individua due elementi:
- Il primo è l'importanza che dà al contesto culturale: per Vygotskij lo sviluppo del pensiero è determinato dagli strumenti linguistici e dall'esperienza socio-culturale del bambino. Lo sviluppo del linguaggio è dovuto ai fattori esterni; lo sviluppo della logica del bambino è una funzione diretta del suo linguaggio socializzato.
- Il secondo è la zona di sviluppo prossimale, che è una zona adeguata, che permette all'individuo, quando è pronto e con l'intervento dell'insegnante, di poter superare quello stadio prima della fase istituita da Piaget.

Per quanto riguarda le teorie di Piaget, Bruner gli muove una critica. Infatti, pur riconoscendo i suoi studi frutto di teorie epistemologiche, ha alcune perplessità sugli stadi di sviluppo. Piaget imposta i suoi stadi a seconda dell'età, e ogni stadio ha una fascia di età stabilita. Allora Bruner si chiede che fine faccia la zona di sviluppo prossimale. Inoltre Piaget non dà importanza alle influenze socio-culturali.
Alla fine Bruner unisce le due componenti: quella biologico-naturale di Piaget, e quella socio-culturale di Vygotskij.

## Opere

### Opere di Bruner
- The Process of Education, 1960. Trad. it. Dopo Dewey: il processo di apprendimento nelle due culture, Roma, Armando, 1966.
- (EN) On Knowing: Essays for the Left Hand, Cambridge, The Belknap Press of Harvard University Press, 1962.
  -  Il conoscere. Saggi per la mano sinistra, a cura di Mario Manno, Roma, Armando Armando editore, 1968, SBN SBL0554324.
- Toward a Theory of Instruction, 1966. Trad. it. Verso una teoria dell'istruzione, Roma, Armando, 1982.
- Studies in Cognitive Growth, 1966. Trad. it. Studi sullo sviluppo cognitivo, Roma, Armando, 1968.
- Processes of Cognitive Growth: Infancy, 1968. Trad. it. Prime fasi dello sviluppo cognitivo, Roma, Armando, 1971.
- Beyond the Information Given, 1973. Trad. it. Psicologia della conoscenza, Roma, Armando, 1976.
- Children's Talk: Learning to Use Language, 1983. Trad. it. Il linguaggio del bambino, Roma, Armando, 1991.
- In search of mind: essay in autobiography, 1983. Trad. it. Alla ricerca della mente: autobiografia intellettuale, Roma, Armando, 1997.
- Actual Minds, Possible Worlds, 1986. Trad. it. La mente a più dimensioni, Roma - Bari, Laterza, 1993.
- Acts of Meaning, 1990. Trad. it. La ricerca del significato: per una psicologia culturale, Torino, Bollati Boringhieri, 1992, 2000.
- The Culture of Education, 1996. Trad. it. La cultura dell'educazione, Milano, Feltrinelli, 2000.
- La fabbrica delle storie, Roma - Bari, Laterza, 2002.

### Opere di Bruner ed altri
- Bruner, J., Brown.R.W., A Study of Thinking, New York, Wiley, 1956. Trad. it. Il pensiero: strategie e categorie, Roma, Armando, 1969.
- Bruner, J.,Vecchi, Rinaldi, Zini. Bambini, spazi, relazioni. Metaprogetto di ambiente per l'infanzia, Reggio Children 2011
- Bruner, J., Vecchi, Filippini, Argan, De Mauro, Branzi. I cento linguaggi dei bambini, Reggio Children 2005
- Bruner, J., Davoli, Ferri. Reggio tutta. Una guida dei bambini alla città. Reggio Children 2000